# Zamora Pico de Oro
Zamora Pico de Oro es una población del estado mexicano de Chiapas, localizada en su extremo este en la Selva Lacandona, es cabecera del municipio de Marqués de Comillas.

## Historia
La región donde se asienta Zamora Pico de Oro fue una de las últimas en colonizar y poblar del estado de Chiapas, cercano a los límites con Guatemala, esa zona de la Selva Lacandona era conocida como "Zona Marqués de Comillas" y debido a su aislamiento geográfico con respecto al resto del estado era difícil de controlar, por el contrario la cercanía del territorio de Guatemala causó preocupación por su influencia sobre el territorio, por lo que en 1962 el gobierno de Adolfo López Mateos, que había tenido conflictos diplomáticos con el gobierno guatemalteco resolvió la colonización de Marqués de Comillas como una forma de afirmar la soberanía mexicana en la zona, por lo que emitió un decreto creando el centro ejidal Nuevo Zamora a orillas del río Lacantún, dotándola de 200,000 hectáreas de tierras, recibió este nombre por estar fundada por población originaria de la ciudad de Zamora, Michoacán. Sin embargo, esta colonización no tuvo éxito debido a que no se dio el suficiente apoyo a los pobladores que pronto regresaron a sus lugares de origen o emigraron a otros lugares.
Ante esto, la zona se volvió pronto refugio de la guerrilla guatemalteca, la Unidad Revolucionaria Nacional Guatemalteca, así como de muchos refugiados que huían de los combates entre la guerrilla y el ejército de Guatemala, ante esto se vuelve a hacer el intento de colonización a mediados de los años setenta, con colonos provenientes de todo el país, siendo el primer lugar colonizado Nuevo Zamora, llamado a partir de entonces Zamora Pico de Oro.
Originalmente parte del extenso municipio de Ocosingo, la necesidad de crear un nuevo municipio surgió desde inicios de la década de 1980, sin embargo pronto se entró en conflicto entre quienes pretendían establecer la cabecera municipal en Zamora Pico de Oro y los que la querían en Benemérito de las Américas, finalmente se crearon dos municipios, el 28 de agosto de 1998 Zamora Pico de Oro fue constituida en cabecera municipal del nuevo municipio de Marqués de Comillas.

## Localización y población
Zamora Pico de Oro está localizado en el extremo oriente de Chiapas y en lo profundo de la Selva Lacandona, una de las zonas más aisladas de México al iniciar su poblamiento, y en la margen derecha del río Lacantún, uno de los principales ríos de la zona, afluente del río Usumacinta, su localización es las coordenadas 16°20′06″N 90°45′51″O / 16.33500, -90.76417 y a 200 metros sobre el nivel del mar.
El Conteo de Población y Vivienda de 2020 del Instituto Nacional de Estadística y Geografía dio como resultado que la población de Zamora Pico de Oro es de 2769 habitantes, lo que representa un incremento promedio de 4.9% anual en el período 2010-2020 sobre la base de los 1734 habitantes registrados en el censo anterior. Ocupa una superficie de 1.449 km², lo que determina al año 2020 una densidad de 1912 hab/km².
| Gráfica de evolución demográfica de Zamora Pico de Oro entre 2000 y 2020 |
|                                                                          |
| Fuente: Instituto Nacional de Estadística Geografía e Informática        |

La población de Zamora Pico de Oro está mayoritariamente alfabetizada (8.23% de personas analfabetas al año 2020) con un grado de escolarización en torno de los 7.5 años. El 33.59% de la población es indígena.